# Atlantic Realm
| Recensione | Giudizio |
| ---------- | -------- |
| AllMusic   |          |

Atlantic Realm è un album dei Clannad, pubblicato dalla BBC Records nel 1989 (alcune fonti datano la pubblicazione nel 1988, ma sia sulla copertina LP che sul vinile recano la data 1989).
Un'altra colonna sonora del gruppo irlandese per la serie televisiva The Natural World, trasmessa dalla BBC TV.

## Tracce
Brani composti da Ciarán Brennan e Paul Brennan. 
Lato A
1. Atlantic Realm – 3:47
2. Predator – 3:04
3. Movin Thru – 3:09
4. The Berbers – 1:15
5. Signs of Life – 2:03
6. In Flight – 3:05

Durata totale: 16:23
Lato B
1. Ocean of Life – 3:30
2. Drifting – 1:51
3. Under Neptune's Cape – 3:16
4. Voyager – 3:19
5. Primeval Sun – 1:10
6. Child of the Sea – 2:41
7. The Kirk Pride – 1:19

Durata totale: 17:06

## Formazione
- Moya Brennan - arpa, voce
- Ciarán Brennan - basso, chitarra, tastiere, voce
- Pól (Paul) Brennan - flauto, chitarra, percussioni, voce
- Padraig (Pat) Duggan - chitarra, mandolino, voce
- Noel Duggan - chitarra, voce[2]

Note aggiuntive
- Ciarán Brennan - produttore
- Paul Brennan - produttore
- Registrazioni effettuate al Windmill Lane Studios di Dublino, Irlanda ed al Real World Studios di Bath, Inghilterra
- Mary Kettle - ingegnere della registrazione
- Richard Evans - assistente ingegnere registrazione
- Richard O'Donovan - assistente ingegnere registrazione
- Willie Mannion - assistente ingegnere registrazione
- Mixaggio effettuato al Westland Studios di Dublino, Irlanda[3]